# Enrico Sibilia

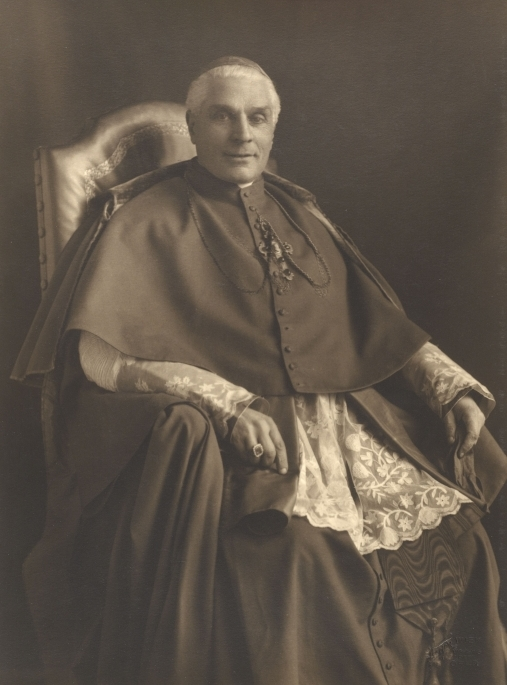
Der Apostolische Nuntius; Aufnahme von Georg Fayer, 1927

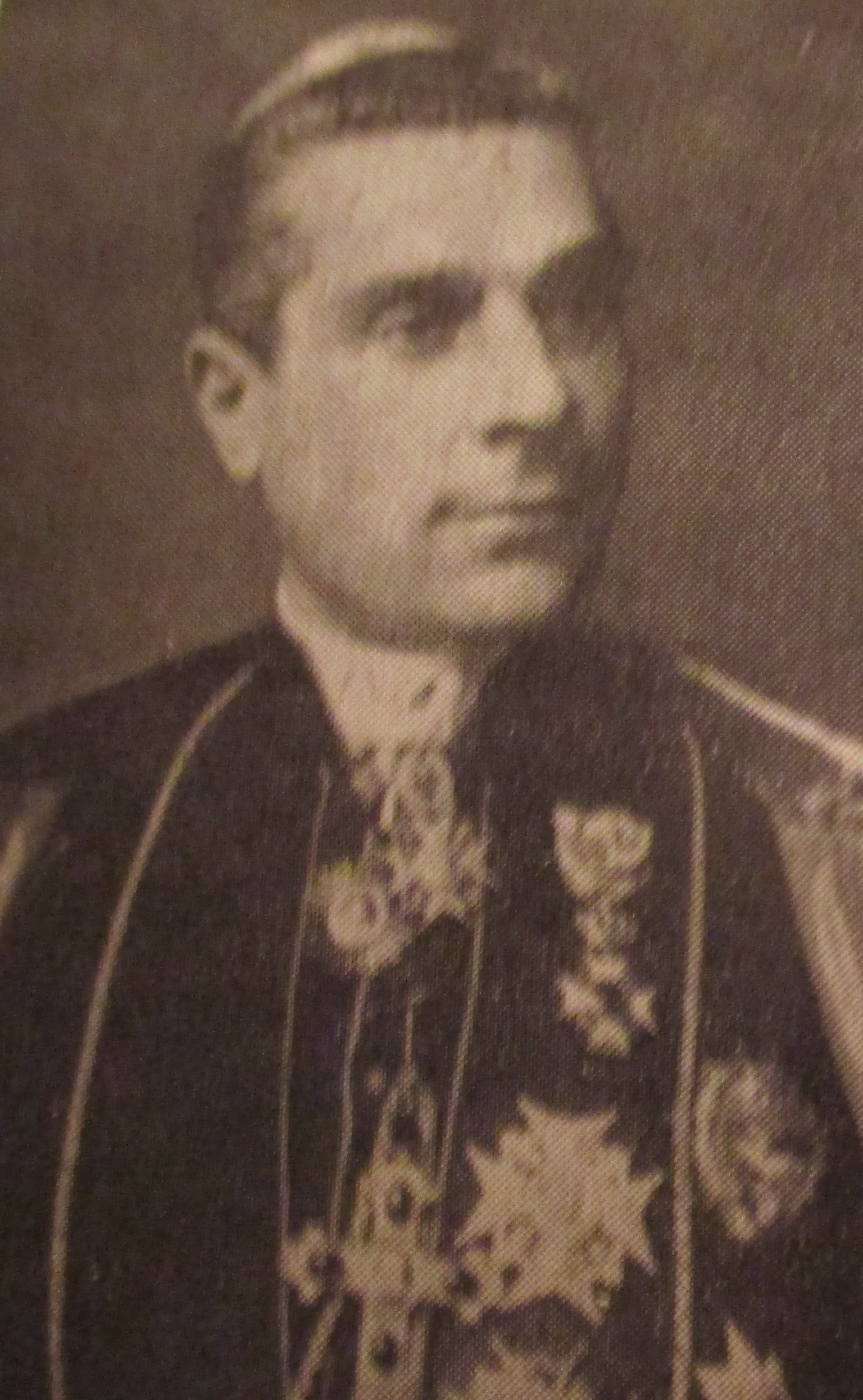
Aufnahme vor 1923

Enrico Kardinal Sibilia (* 17. März 1861 in Anagni; † 4. August 1948 ebenda) war Diplomat des Heiligen Stuhls.

## Leben

### Priester
Er stammte aus einer alten Adelsfamilie. Bei der Taufe erhielt er den Namen Enrico Vincenzo Ulderico. Sibilia sprach neben seiner Muttersprache Italienisch und Latein fließend Englisch, Französisch, Portugiesisch und Spanisch. Er trat in das Seminar in Anagni und nach dem Abschluss seines Grundstudiums in das Päpstliche Römische Priesterseminar ein, wo er von 1878 bis 1890 studierte, und promovierte in Philosophie, Theologie und iuris utriusque. Durch seinen Onkel Biagio Sibilia, Bischof von Segni, empfing er am 8. März 1884 das Sakrament der Priesterweihe und er wurde in den Klerus des Bistums Segni inkardiniert.
Enrico Sibilia wurde zum Ehrenkanoniker des Domkapitels von Anagni ernannt. Er trat im April 1890 in den diplomatischen Dienst des Heiligen Stuhls und diente als Auditor der Nuntiatur in Kolumbien 1890–1895 und später bis 1898 als Geschäftsträger. Papst Leo XIII. ernannte ihn am 21. Dezember 1894 zum Kaplan Seiner Heiligkeit. Er kehrte von August 1898 bis Juli 1901 in den diplomatischen Dienst als Auditor der Nuntiatur in Brasilien zurück. Er wurde in die Nuntiatur in Belgien bis 1902 versetzt und weiter bis 1908 nach Spanien.

### Bischof und Nuntius
Pius X. ernannte ihn am 30. Juli 1908 zum Titularerzbischof von Side und zum Internuntius in Chile, als er die Apostolische Delegation im Jahr 1908 in diesen Rang erhöhte. Der Kardinalstaatssekretär, Rafael Kardinal Merry del Val y Zulueta, spendete ihm am 11. Oktober desselben Jahres in der Kapelle des Päpstlichen lateinamerikanischen Kollegs „Pius“ die Bischofsweihe; Mitkonsekratoren waren Enrique Almaraz y Santos, Erzbischof von Sevilla, und Ramón Angel Jara Ruz, Bischof von San Carlos de Ancud. Am 22. April 1914 wurde er zum Päpstlichen Thronassistenten ernannt. Später diente Sibilia ab 16. Dezember 1922 als Apostolischer Nuntius in Österreich. Während seiner Amtszeit wurde das Konkordat mit dem Vatikan 1933 unterzeichnet.

#### Zeit in Chile
Im Gegensatz zum katholischen Spanien jener Zeit kamen in Chile starke antiklerikale Regungen verschiedener Gruppen hoch, Freimaurer, Gewerkschafter, Anarchisten und Laien, neben einer Reihe von ungelösten Problemen mit dem Vatikan:
- kirchliche Patronate
- religiöse Zugehörigkeit von Tacna und Arica
- Trennung von Kirche und Staat
- Geld aus dem Verkauf kirchlichen Eigentums

#### Sibilia-Vorfall
Am 23. Mai 1913, als er nach Chile zurückkehrte, warteten Hunderte von Studenten der Universidad de Chile am Hauptbahnhof in Santiago de Chile mit Geschrei und warfen Steine gegen die Fenster des Waggons des Diplomaten. Sie sangen als Spottlied: „Vom Bischof wird auf einmal klar, dass ein schnöder Dieb er war“. Einem der Schüler gelang es, ihm den Galero zu stehlen, der sich in eine Spotttrophäe verwandelte. In den Tagen danach tauchte ein als Priester verkleideter Student auf und Tieren wurde der Hut aufgesetzt. Demonstrationen und Märsche wiederholten sich in den folgenden Tagen, in denen religiöse Lieder gesungen wurden, diese jedoch mit anderen burlesken Texten. Katholische Gruppen in der Gesellschaft unterstützten den Nuntius, was eine soziale und religiöse Spaltung nach sich zog, die lange Zeit anhielt. Im September reiste Erzbischof Sibilia über Buenos Aires zurück nach Italien.

### Kardinal
Papst Pius XI. nahm ihn am 16. Dezember 1935 als Kardinalpriester in das Kardinalskollegium auf. Das rote Birett, das sein Bruder, Pater Francesco Sibilia, ihm nach Wien gebracht hatte, überreichte ihm am 21. Dezember 1935 im Stephansdom der österreichische Bundespräsidenten persönlich, Wilhelm Miklas. Am 18. Juni 1936 erhielt er den Kardinalshut er vom Papst persönlich und er teilte ihm die Titelkirche Santa Maria Nuova zu. Er beteiligte sich am Konklave 1939, das Pius XII. zum Papst wählte. Am 11. Dezember 1939 wurde er zum Kardinalbischof von Sabina e Poggio Mirteto erhoben.
Enrico Sibilia starb als der älteste Kardinal der Welt in Anagni. Er wurde in Anwesenheit mehrerer Kardinäle und von Mitgliedern der adligen Familien in der Kirche Santa Chiara in Anagni beigesetzt.